# Збірна Нігеру з футболу
Збірна Нігеру з футболу представляє Нігер на міжнародних футбольних турнірах та у товариських матчах. Керівна організація - Нігерська федерація футболу. Збірна Нігеру жодного разу не виступала на чемпіонаті світу, а на Кубку африканських націй дебютувала у 2012 році.
Неофіційне прізвисько команди — «Сахарські газелі» або «Мени» (англ. Menas).
28 березня 2014 року збірна Нігеру поступился збірній Україні 1:2 у товариському матчі, що проходив на стадіоні «Динамо» ім. В. Лобановського.

## Чемпіонат світу
- 1930–1974 — не брав участі
- 1978 — не пройшов кваліфікацію
- 1982 — не пройшов кваліфікацію
- 1986 — відмовився від участі
- 1990 — не брав участі
- 1994 — не пройшов кваліфікацію
- 1998 — відмовився від участі
- 2002 — не брав участі
- 2006—2022 — не пройшов кваліфікацію

## Кубок Африки
| - 1957–1968 — не брала участі - 1970 — не пройшла кваліфікацію - 1972 — не пройшла кваліфікацію - 1974 — відмовилася від участі - 1976 — не пройшла кваліфікацію - 1978 — відмовивилася від участі - 1980 — відмовилася від участі - 1982 — не брала участі - 1984 — не пройшла кваліфікацію | - 1986–1990 — не брала участі - 1992 — не пройшла кваліфікацію - 1994 — не пройшла кваліфікацію - 1996 — вийшла із змагань під час кваліфікації - 1998 — дискваліфікована - 2000–2010 — не пройшла кваліфікацію - 2012 — груповий турнір - 2013 — груповий турнір - 2015–2025 — не пройшла кваліфікацію |